# 埃迪特·席佩斯
埃迪特·英赫堡·席佩斯（荷蘭語：Edith Ingeborg Schippers，1964年8月25日—），女，荷兰王国政治人物，曾任荷兰公共卫生、福利和体育大臣。